# Prasinocyma simplex
Prasinocyma simplex là một loài bướm đêm trong họ Geometridae.